# کانر لیهی
کانر لیهی (انگلیسی: Conor Leahy؛ زادهٔ ۱۶ آوریل ۱۹۹۹) دوچرخه‌سوار پیست اهل استرالیا است.
وی در مسابقات کشوری و بین‌المللی در مجموع برندهٔ ۱ مدال طلا، ۲ مدال برنز شده است.